# Гусиный лук жёлтый
Гуси́ный лук жёлтый, или Га́гея жёлтая (лат. Gágea lútea) — вид многолетних растений рода Гусиный лук (Gagea) семейства Лилейные (Liliaceae), встречается в Европе и России.

## Ботаническое описание
Многолетнее травянистое растение.

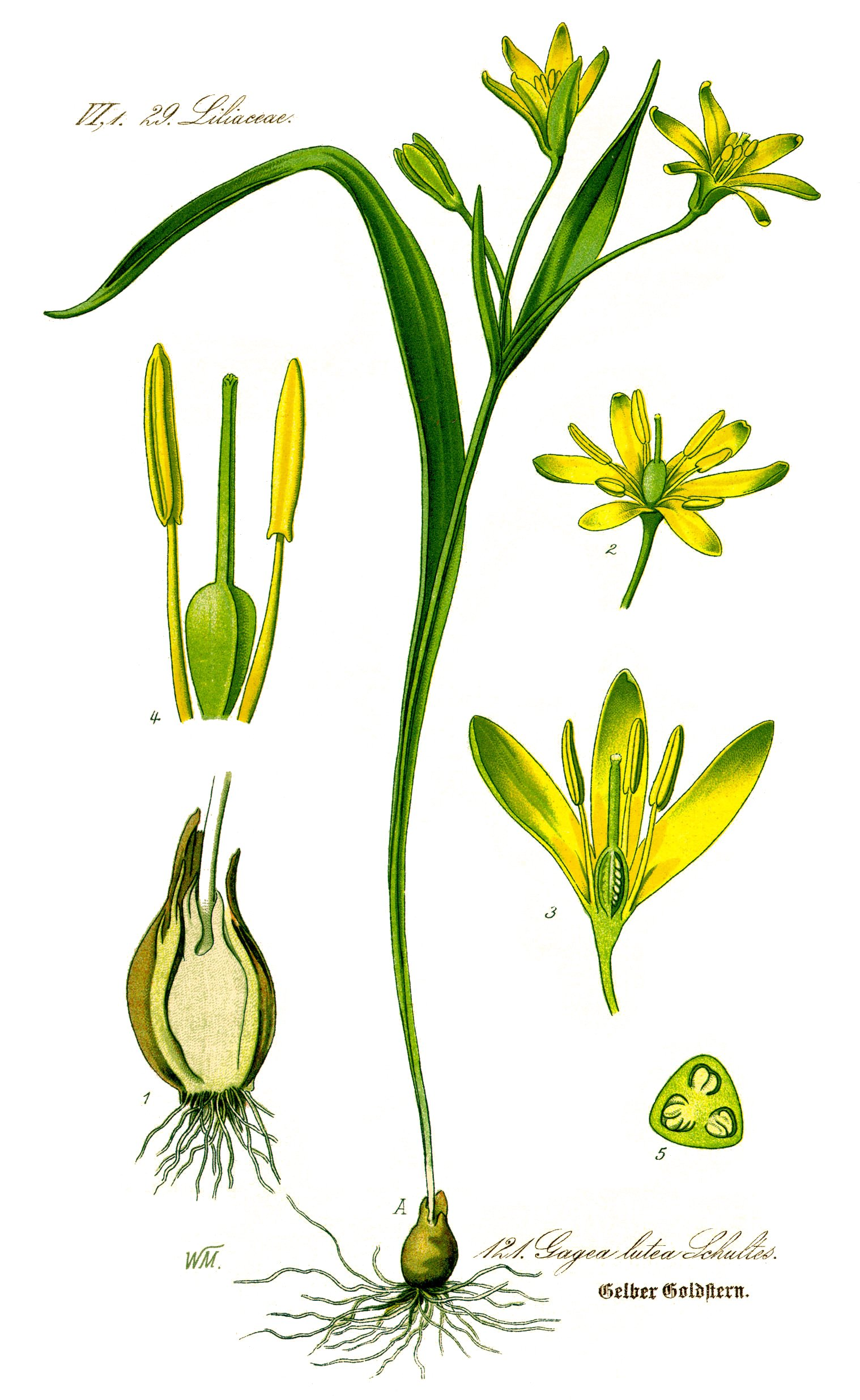
Гусиный лук жёлтый.
Ботаническая иллюстрация из книги О. В. Томе «Flora von Deutschland, Österreich und der Schweiz», (1885).

Луковица одна, продолговато-яйцевидная, с буровато-серыми оболочками.
Стебель плотный, голый, высотой 15—25 см.
Прикорневой лист плоский, одиночный, превышает соцветие, широколинейный, шириной 3—9 мм, коротко заострённый, с башлыковидной верхушкой; верхний — линейный или ланцетный, снизу килеватые.
Соцветие зонтиковидное. Цветков 2—16 на неровных прямостоячих цветоножках; листочки околоцветника продолговатые или линейно-продолговатые, длиной 10—16 мм, снаружи зеленоватые, внутри жёлтые; внешние зеленовато-жёлтые, тупые. Тычинки вдвое короче листочков околоцветника, пыльники яйцевидные; завязь обратнояйцевидная.
Плод — трёхгранная плёнчатая коробочка.
Цветёт в апреле. Плоды созревают в мае—июне.
Цветки, которые в пределах соцветия распускаются раньше, имеют большие размеры и дают больше семян. Позже распускающиеся цветки дают семян немного или иногда остаются стерильными, служа донорами пыльцы. То есть, наблюдается слабо выраженный сдвиг к раздельнополости
Формула цветка: {\displaystyle \ast P_{3+3}\;A_{3+3}\;G_{({\underline {3}})}}

Насекомоопыляемое растение. Семена с придатками — элайосомами, распространяются муравьями.

## Распространение и экология

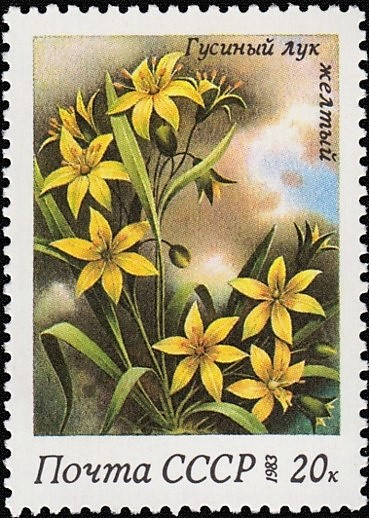
Гусиный лук жёлтый на почтовой марке СССР, 1983 год

Произрастает на всей территории Европы и в Турции.
Распространён в европейской части России, на Кавказе, в Сибири, на Дальнем Востоке.
Растёт на влажных и свежих гумусных почвах, в тенистых лиственных лесах, среди кустарников, на аллювиальных лугах.

## Химический состав
Все части растения содержат чесночные эфирные масла, в состав которых входит сера.

## Значение и применение
Мелкие луковицы съедобны, листья пригодны для приготовления острых салатов.
В народной медицине отвар луковиц применяли внутрь при отёках, желтухе, бронхиальной астме; измельчённые луковицы — как ранозаживляющее.
Ранневесенний медонос. Продуктивность сахара 7—10 кг/га. Концентрация сахара в нектаре 53,3%. Максимальная продуктивность нектара в широколиственном лесу 0,1 кг/га при 16 растениях на 1 м².

## Классификация
Вид Гусиный лук жёлтый входит в род Гусиный лук (Gagea) семейства Лилейные (Liliaceae) порядка Лилиецветные (Liliales).
|  |                  |  |                   |                                      |                      |  | ещё 44 порядка цветковых растений (согласно Системе APG II) | ещё 44 порядка цветковых растений (согласно Системе APG II) |                                          |  |  |  | ещё 15 родов        | ещё 15 родов           |  |  |
|  |                  |  |                   |                                      |                      |  | ещё 44 порядка цветковых растений (согласно Системе APG II) | ещё 44 порядка цветковых растений (согласно Системе APG II) |                                          |  |  |  | ещё 15 родов        | ещё 15 родов           |  |  |
|  |                  |  |                   | отдел Цветковые, или Покрытосеменные |                      |  |                                                             |                                                             | семейство Лилейные                       |  |  |  |                     | вид Гусиный лук жёлтый |  |  |
|  |                  |  |                   | отдел Цветковые, или Покрытосеменные |                      |  |                                                             |                                                             | семейство Лилейные                       |  |  |  |                     | вид Гусиный лук жёлтый |  |  |
|  | царство Растения |  |                   |                                      | порядок Лилиецветные |  |                                                             |                                                             | род Гусиный лук                          |  |  |  |                     |                        |  |  |
|  | царство Растения |  |                   |                                      |                      |  |                                                             |                                                             |                                          |  |  |  |                     |                        |  |  |
|  |                  |  | ещё 13—16 отделов | ещё 13—16 отделов                    |                      |  |                                                             | ещё 9 семейств (согласно Системе APG II)                    | ещё 9 семейств (согласно Системе APG II) |  |  |  | ещё около 100 видов |                        |  |  |
|  |                  |  |                   | ещё 13—16 отделов                    |                      |  |                                                             |                                                             | ещё 9 семейств (согласно Системе APG II) |  |  |  |                     |                        |  |  |